# Hlibovîci, Peremîșleanî
Hlibovîci (în ucraineană Глібовичі) este un sat în comuna Svirj din raionul Peremîșleanî, regiunea Liov, Ucraina.

## Demografie
Componența lingvistică a localității Hlibovîci
     Ucraineană (99,69%)
     Alte limbi (0,31%)
Conform recensământului din 2001, majoritatea populației localității Hlibovîci era vorbitoare de ucraineană (99,69%), existând în minoritate și vorbitori de alte limbi.